# Elke Neidhardt
Elke Cordelia Neidhardt AM (* 5. Juli 1941 in Ludwigsburg; † 25. November 2013 in Sydney) war eine deutschstämmige Schauspielerin und Opernregisseurin in Australien.

## Leben und Karriere
Elke Neidhardt absolvierte die Hochschule für Musik und Darstellende Kunst Stuttgart. Sie arbeitete als Schauspielerin in Wien (Theater in der Josefstadt), Stuttgart und München. 1965 gab sie ihr Filmdebüt in einem Jerry-Cotton-Krimi (Mordnacht in Manhattan). 1967 heiratete sie den australischen Fernsehregisseur Christopher Muir und übersiedelte nach Melbourne, Australien, wo sie zunächst weiterhin als Schauspielerin tätig war. Gleich zu Beginn ihrer australischen Karriere wirkte die blonde Künstlerin mit dem Part der deutschen Ärztin Dr. Anna Steiner in einer der populärsten TV-Serien des Landes, Skippy, das Buschkänguruh, mit, die auch mit großem Erfolg in Deutschland lief.
Nach der Scheidung 1977 zog Elke Neidhardt mit ihrem Sohn Fabian nach Sydney. Im gleichen Jahr wurde sie von der Australian Opera als Abendspielleiterin engagiert. Bis 1990 war sie in Sydney und an verschiedenen Opernhäusern in Australien tätig. 1990 wechselte sie an die Oper Köln. Seit 1997 arbeitete sie als freiberufliche Regisseurin hauptsächlich in Australien. Mit dem 2007 an Alzheimer verstorbenen australischen Schauspieler und Musiker Norman Kaye verband sie eine Jahrzehnte dauernde enge Freundschaft. 2007 nahm sie die australische Staatsbürgerschaft an. Am 26. Januar 2011, dem Australia Day, wurde ihr die Auszeichnung Member of the Order of Australia verliehen.
Elke Neidhardt starb 2013 im Alter von 72 Jahren in Sydney an einem Hirntumor.

## Filmografie
- 1965: Mordnacht in Manhattan
- 1968: Skippy, das Buschkänguruh (Skippy)
- 1970: The Link Men (Fernsehserie)
- 1970: Delta (Fernsehserie)
- 1973: Libido
- 1973: Alvin Purple
- 1975: The True Story of Eskimo Nell (auch als Dick Down Under)
- 1975: Shannon’s Mob (Fernsehserie)
- 1976: Illuminations
- 1977: Inside Looking Out

## Regie
- Opera Australia, Sydney: Tannhäuser, Andrea Chénier, Salome, Lohengrin, Il trovatore, Don Giovanni
- Victorian State Opera, Melbourne: I puritani, Der fliegende Holländer, Lohengrin
- State Opera of South Australia: Salome, Parsifal, Il trovatore, Der Ring des Nibelungen
- Opera Queensland: Fidelio, Il trovatore, Andrea Chénier
- Oper der Stadt Köln: La finta semplice, Tosca, Die Fledermaus, La traviata
- Bell Shakespeare Company: A Midsummer Night’s Dream